# هانا جتر
هانا جتر (به انگلیسی: Hannah Jeter)با نام اصلی هانا دیویس (به انگلیسی: Hannah Davis) (زاده ۵ می ۱۹۹۰) مدل آمریکایی است.